# Olimpíada d'escacs de 1937
L'Olimpíada d'escacs de 1937 o VII Olimpíada, es va celebrar a Estocolm del 31 de juliol al 14 d'agost de 1937. Alhora es va celebrar el Campionat del món d'escacs femení de 1937 (VI campionat).

## Torneig
Hi varen participar 19 equips nacionals amb un total de 94 jugadors; Bèlgica fou l'únic equips que hi participà sense jugadors suplent. El torneig es jugà per sistema round robin.
Es van imposar els Estats Units, que varen guanyar la quarta medalla d'or consecutiva (sense comptar l'Olimpíada no oficial de Múnic 1936, on no hi varen participar).

### Resultats absoluts
| Pos.              | Equip          | Jugadors                                                                                                 | Punts |
| ----------------- | -------------- | --- | ----- |
| Medalla d'or      | Estats Units   | Samuel Reshevsky, Reuben Fine, Isaac Kashdan, Frank Marshall, Israel Albert Horowitz                     | 54,5  |
| Medalla de plata  | Hongria        | Andor Lilienthal, László Szabó, Endre Steiner, Kornél Havasi, Árpád Vajda                                | 48,5  |
| Medalla de bronze | Polònia        | Savielly Tartakower, Miguel Najdorf, Paulino Frydman, Izaak Appel, Teodor Regedziński                    | 47    |
| 4                 | Argentina      | Luis Piazzini, Jacobo Bolbochan, Roberto Grau, Carlos Guimard, Isaias Pleci                              | 47    |
| 5                 | Txecoslovàquia | Salo Flohr, Jan Foltys, Emil Zinner, Jiří Pelikán, František Zíta                                        | 45    |
| 6                 | Països Baixos  | Max Euwe, Salo Landau, Lodewijk Prins, Theo van Scheltinga, Adriaan de Groot                             | 44    |
| 7                 | Estònia        | Paul Keres, Paul Felix Schmidt, Ilmar Raud, Johannes Türn, Gunnar Friedemann                             | 41,5  |
| 8                 | Lituània       | Vladas Mikėnas, Povilas Vaitonis, Isakas Vistaneckis, Markas Luckis, Leonardas Abramavičius              | 41,5  |
| 9                 | Iugoslàvia     | Vasja Pirc, Petar Trifunović, Savo Vuković, Boris Kostić, Mirko Bröder                                   | 40    |
| 10                | Suècia         | Gideon Ståhlberg, Erik Lundin, Gösta Stoltz, Gösta Danielsson, Eric Jonsson                              | 38,5  |
| 11                | Letònia        | Vladimirs Petrovs, Fricis Apšenieks, Voldemārs Mežgailis, Karlis Ozols, Lucijs Endzelins                 | 37,5  |
| 12                | Finlàndia      | Thorsten Gauffin, Eero Böök, Ilmari Solin, Toivo Salo, Kaarle Ojanen                                     | 34    |
| 13                | Anglaterra     | George Alan Thomas, Conel Hugh O'Donel Alexander, Stuart Milner-Barry, Harry Golombek, George Wheatcroft | 34    |
| 14                | Itàlia         | Vincenzo Castaldi, Michele Riello, Mario Napolitano, Cherubino Staldi, Stefano Rosselli del Turco        | 26,5  |
| 15                | Dinamarca      | Jens Enevoldsen, Ernst Sørensen, Christian Poulsen, Øjvind Larsen, Johannes Petersen                     | 25,5  |
| 16                | Islàndia       | Eggert Gilfer, Jón Guðmundsson, Ásmundur Ásgeirsson, Baldur Möller, Sturla Pétursson                     | 23    |
| 17                | Bèlgica        | Arthur Dunkelblum, Alberic O'Kelly de Galway, Arthur Baert, Marcel Defosse                               | 22,5  |
| 18                | Noruega        | Storm Herseth, Oluf Kavli-Jørgensen, Andreas Guldbrandsen, K. Salbu, H. Christoffersen                   | 19,5  |
| 19                | Escòcia        | James Macrae Aitken, John Montgomerie, George Page, Peter Reid, Charles Pirie                            | 14    |

### Resultats individuals
Es varen entregar medalles als tres millors jugadors (en percentatge de puntuació) de cada tauler.
|                   | Jugador    | Equip          | Punts | Jugades | %    |
| ----------------- | ---------- | -------------- | ----- | ------- | ---- |
| Medalla d'or      | Salo Flohr | Txecoslovàquia | 12,5  | 16      | 78,1 |
| Medalla de plata  | Paul Keres | Estònia        | 11    | 15      | 73,3 |
| Medalla de bronze | Max Euwe   | Països Baixos  | 9,5   | 13      | 73,1 |

|                   | Jugador          | Equip        | Punts | Jugades | %    |
| ----------------- | ---------------- | ------------ | ----- | ------- | ---- |
| Medalla d'or      | Reuben Fine      | Estats Units | 11,5  | 15      | 76,7 |
| Medalla de plata  | László Szabó     | Hongria      | 12,5  | 18      | 69,4 |
| Medalla de bronze | Petar Trifunović | Iugoslàvia   | 11    | 16      | 68,8 |

|                   | Jugador         | Equip        | Punts | Jugades | %    |
| ----------------- | --------------- | ------------ | ----- | ------- | ---- |
| Medalla d'or      | Isaac Kashdan   | Estats Units | 14    | 16      | 87,5 |
| Medalla de plata  | Endre Steiner   | Hongria      | 14,5  | 18      | 80,6 |
| Medalla de bronze | Paulino Frydman | Polònia      | 11,5  | 16      | 71,9 |

|                   | Jugador          | Equip     | Punts | Jugades | %    |
| ----------------- | ---------------- | --------- | ----- | ------- | ---- |
| Medalla d'or      | Gösta Danielsson | Suècia    | 14    | 18      | 77,8 |
| Medalla de plata  | Carlos Guimard   | Argentina | 11    | 16      | 68,8 |
| Medalla de bronze | Markas Luckis    | Lituània  | 11,5  | 17      | 67,6 |

|                   | Jugador                | Equip        | Punts | Jugades | %    |
| ----------------- | ---------------------- | ------------ | ----- | ------- | ---- |
| Medalla d'or      | Israel Albert Horowitz | Estats Units | 13    | 15      | 86,7 |
| Medalla de plata  | Teodor Regedziński     | Polònia      | 11    | 13      | 84,6 |
| Medalla de bronze | Isaias Pleci           | Argentina    | 14    | 17      | 82,4 |

## Campionat del món d'escacs femení de 1937
Durant l'Olimpíada es va celebrar el VI Campionat del món d'escacs femení. Els resultats de la final foren els següents:
| #     | Jugadora              | Pais                         | Punts |
| ----- | --------------------- | ---------------------------- | ----- |
| 1     | Vera Menchik          | Txecoslovàquia               | 14    |
| 2     | Clarice Benini        | Itàlia                       | 10    |
| 3-4   | Milda Lauberte        | Letònia                      | 9     |
|       | Sonja Graf            | Alemanya                     | 9     |
| 5     | Mary Bain             | Estats Units                 | 8.5   |
| 6-7   | Mona May Karff        | Mandat Britànic de Palestina | 8     |
|       | Nelly Fišerova        | Txecoslovàquia               | 8     |
| 8-9   | Ingeborg Andersson    | Suècia                       | 7.5   |
|       | Mary Gilchrist        | Escòcia                      | 7.5   |
| 10-16 | Róża Herman           | Polònia                      | 7     |
|       | Catharina Roodzant    | Països Baixos                | 7     |
|       | E. St. John           | Anglaterra                   | 7     |
|       | Anna Andersson        | Suècia                       | 7     |
|       | Regina Gerlecka       | Polònia                      | 7     |
|       | Clara Faragó          | Hongria                      | 7     |
|       | Edith Holloway        | Anglaterra                   | 7     |
| 17-20 | Barbara Fleröw-Bułhak | Polònia                      | 6.5   |
|       | Gisela Harum          | Àustria                      | 6.5   |
|       | Salome Reischer       | Àustria                      | 6.5   |
|       | Olga Menchik          | Txecoslovàquia               | 6.5   |
| 21-22 | F. Thomson            | Escòcia                      | 6     |
|       | Ingrid Larsen         | Dinamarca                    | 6     |
| 23    | Katarina Beskow       | Suècia                       | 5.5   |
| 24    | A.M.S. O'Shannon      | Irlanda                      | 5     |
| 25    | Ruth Bloch Nakkerud   | Noruega                      | 2     |
| 26    | Elisabeth Mellbye     | Noruega                      | 1     |